# Pierre Tudebode
Pierre Tudebode, latin nevén Petrus Tudebodus vagy Tudebovis (fl. 1100 körül) poitou-i származású pap, az első keresztes hadjárat résztvevője, a hadjárat történetét elbeszélő Historia de Hierosolymitano itinere című krónika írója.

## Élete és munkássága
Pierre Tudebode életéről kevés információ áll rendelkezésre. Írásának négy fennmaradt kéziratából háromban Petrus sacerdos Tudebovis Sivracensisnek nevezi magát; Sivracensist hagyományosan a poitiers-i egyházmegyéhez tartozó Civray községgel azonosítják. Délnyugat-franciaországi származását mutatja az is, hogy kiemelt figyelemmel kísérte IV. Gaszton béarni vikomt közreműködését az első keresztes hadjáratban, valamint IX. Vilmos aquitániai herceg tevékenységét, aki ebben az expedícióban nem, de az 1101-es hadjáratban részt vett. Megnevezi továbbá két saját rokonát, Arvedus fivérét és Arnaldust, akik szintén harcoltak a háborúban; előbbi Antiochia, utóbbi Maarra alatt halt meg. Pierre Tudebode maga is jelen volt a hadjáraton, erre utalnak az egyes eseményekről, főként Antiochia és Jeruzsálem ostromáról írt részletes beszámolói, az azonban nem derül ki, melyik keresztes sereghez csatlakozott.
Munkája, az 1111 előtt született Historia de Hierosolymitano itinere az első keresztes hadjárat történetét írja le franciaországi kihirdetésétől kezdve Jeruzsálem elfoglalásáig és az azt követő győztes aszkaloni csatáig (1099. augusztus 12.). A Historia nagy egyezést mutat az ismeretlen szerzőjű Gesta Francorummal, mely már a kortársak számára is kiemelt jelentőségű forrásmunka volt. A Gesta Francorum fontosságát mutatja, hogy a szemtanú krónikások, így Foucher de Chartres és Raymond d’Aguilers is a Gestához fordultak anekdotákért vagy éppen a narratív struktúra mintájáért. A Historia de Hierosolymitano itinere néhány helyen kiegészíti a Gestát, néhány vonatkozásban –  úgymint az Aregh erőd melletti csata kapcsán – ellentmond neki, megint máskor más megvilágításba helyezi a kétesebb eseményeket, például a keresztes vezetők eskütételét I. Alexiosz bizánci császárnak, a Szent Lándzsa megtalálását Antiochiában vagy a Maarra ostromakor elkövetett kannibalizmust. Tarantói Bohemundot, a keresztesek egyik, normann származású vezérét ugyan kedvező színben festi le, de sokkal kevésbé rajongó hangon nyilatkozik róla, mint a Gesta, amely csodálattal és elismeréssel adózik a normann fejedelem előtt.
A Gesta Francorum és Pierre Tudebode krónikájával kapcsolatban több elképzelés is született: hagyományosan a Gestát tekintették származékos, rövidített műnek (Tudebodus abbreviatus); majd többek között Heinrich Hagenmeyer és John France észrevételeinek hatására ama nézet vált elterjedtté szakmai körökben, hogy Pierre Tudebode dolgozott a Gestából és adott hozzá további részleteket. John és Laurita Hill, valamint Jay Rubenstein történészek egy harmadik eshetőséget vetettek fel: a Gesta Francorum és a Historia de Hierosolymitano itinere, továbbá Raymond d’Aguilers munkája egyazon közös forrásmunkára vezethetők vissza. Rubenstein annyiban módosította Hillék elméletét, hogy szerinte e forrásmű a Gesta Francorum egyik korai változata lehetett, és a Historia azért tűnhet helyenként a Gesta kiegészítésének, mert Pierre Tudebode hűebben átemelte az eredeti forrásszöveget, és utána ehhez adott további részleteket. Érvelésében Rubenstein kiemeli, hogy a többi krónikástól eltérően Pierre Tudebode nem írt előszót a Historiához – Rubenstein értelmezésében ez arra utal, hogy Pierre Tudebode nem tekintette magát írónak, és nem tartott igényt a Historiával kapcsolatban saját szerzőségére. A mű születésének körülményeivel kapcsolatban Rubenstein azt feltételezi, a fennmaradt szöveg két lépésben keletkezett: az elsőben egy ismeretlen másoló átdolgozta a Gesta alapját is adó forrásszöveget és kiegészítette többek között Raymond d’Aguilers krónikájából; a második lépésben Pierre Tudebode ehhez a szövegváltozathoz fűzött hozzá további adalékanyagot, többnyire saját személyes visszaemlékezéseit. Marcus Bull történész a Gesta Francorum, a Historia és egy harmadik kézirat, a Peregrinatio Antiochie összehasonlítása során arra jutott, hogy a közös forrásból különböző utakon kialakuló szövegek helyett e három mű lineáris sorrendben követi egymást, és a Peregrinatio Antiochie a Gesta és a Historia közötti köztes állapotot tükrözi. Ez alátámasztja Rubenstein azon teóriáját, mely szerint a Historia több fázisban történő átdolgozás és bővítés eredményeként született meg.
A többi krónikához fűződő kapcsolatától függetlenül Pierre Tudebode írása időben a hadjárat eseményeihez nagyon közel keletkezhetett. A mű négy kéziratban maradt fent, ezek közül három származik a 12. századból. A könyvet más forrásművekkel egyetemben később felhasználta többek között az ismeretlen Monte Cassinó-i szerzetes Historia belli sacri című krónikájához. Pierre Tudebode Historiájának egyik kéziratát Jean Besly (1572–1644) poitou-i történész fedezte fel és publikálta 1641-ben. A Gestával való hasonlósága okán a történészek sokáig kevésbé becsülték a Historia de Hierosolymitano itinerét, noha utóbbi is „rendkívül értékes információkat” tartalmaz.